# Cardiacera cribripennis
Cardiacera cribripennis är en tvåvingeart som först beskrevs av Mario Bezzi 1929.  Cardiacera cribripennis ingår i släktet Cardiacera och familjen Pyrgotidae. Inga underarter finns listade i Catalogue of Life.